# يوسف غانم
يوسف بن خطار بن يوسف بن مخائيل بن منصور غانم الناخوسي (1857 - 1919) هو أديب وشاعر لبناني درس في المدرسة اليسوعية في بيروت وكتب في بعض الصحف. ثم هاجر إلى البرازيل. ألف كتاب «برنامج أخوية القديس مارون» الذي وضع فيه تراجم للموارنة. وتوفي في سان باولو في 1919.